# Miss Scandinavia
Miss Scandinavia was een jaarlijkse missverkiezing tussen jonge vrouwen uit de Scandinavische landen. In 2007 werd de wedstrijd onderdeel van de Miss Baltic Sea-verkiezing. Deze wedstrijd liep twee jaar vooraleer te worden stopgezet.
De verkiezing werd gesponsord door de Finse commerciële televisiezender MTV3.

## Winnaressen

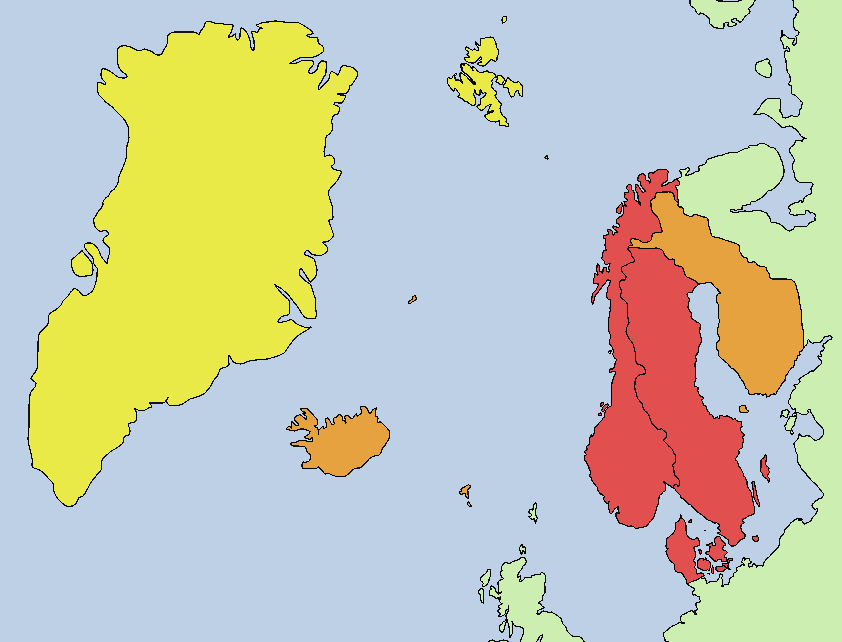
Scandinavië.

| Jaar | Winnares                      | Land       | Bijzonderheden                                            |
| ---- | ----------------------------- | ---------- | --------------------------------------------------------- |
| 2008 | Fanney Lára Guomundsdóttir    | IJsland    | Miss Oostzee en Scandinavië                               |
| 2007 | Dorota Gawron                 | Polen      | Miss Oostzee en Scandinavië                               |
| 2006 |                               |            |                                                           |
| 2005 | Gitte Hanspal                 | Denemarken |                                                           |
| 2004 | Piritta Hannula               | Finland    |                                                           |
| 2003 | Marna Haugen                  | Noorwegen  |                                                           |
| 2002 | Íris Björk Árnadóttir         | IJsland    | Top 15 Miss Europa 2001                                   |
| 2001 | Jenni Maria Dahlman           | Finland    |                                                           |
| 2000 | Saija Palin                   | Finland    | Derde Miss International 1999                             |
| 1999 | Jonna Kauppila                | Finland    |                                                           |
| 1998 | Dagmar Íris Gylfadóttir       | IJsland    |                                                           |
| 1997 | Lola Iyabode Odusoga          | Finland    | Derde Miss Universe 1996                                  |
| 1996 | Sandra Hjort                  | Zweden     |                                                           |
| 1995 | Birna Bragadóttir             | IJsland    |                                                           |
| 1994 | Beatrice Magnusson            | Zweden     |                                                           |
| 1993 | Thorunn Larusdóttir           | IJsland    | Top 15 Miss International 1992                            |
| 1992 | Nina Autio                    | Finland    |                                                           |
| 1991 | Nina Björkfeldt               | Zweden     | Vierde Miss World 1990                                    |
| 1990 | Louise Drevenstam             | Zweden     | Tweede Miss Universe 1989                                 |
| 1989 | Helle Hansen                  | Denemarken |                                                           |
| 1988 | Maria Valtonen                | Finland    |                                                           |
| 1987 | Hege Rasmussen                | Noorwegen  |                                                           |
| 1986 | Sif Sigfúsdóttir              | IJsland    |                                                           |
| 1985 |                               |            |                                                           |
| 1984 |                               |            |                                                           |
| 1983 |                               |            |                                                           |
| 1982 | Eva Lena Lundgren             | Zweden     | Vierde Miss Europa 1981; Derde Miss Universe 1981         |
| 1981 | Mona Olsen                    | Denemarken | Top 15 Miss Universe 1981                                 |
| 1980 | Käte Nyberg                   | Zweden     | Vierde Miss International 1979                            |
| 1979 | Susanne Olsson                | Zweden     |                                                           |
| 1978 | Birgitta Lindwall             | Zweden     |                                                           |
| 1977 | Bente Lihaug                  | Noorwegen  | Top 15 Miss Universe 1976                                 |
| 1976 |                               |            |                                                           |
| 1975 | Lena Olin                     | Zweden     |                                                           |
| 1974 | Monica Sundin                 | Zweden     |                                                           |
| 1973 | Tuula Anneli Björkling        | Finland    | Vijfde Miss World 1972; Miss International 1973           |
| 1972 | Eila Kivistö                  | Finland    |                                                           |
| 1971 | Kristina Wayborn              | Zweden     | Top 15 Miss Universe 1970                                 |
| 1970 | Harriet Marita Eriksson       | Zweden     | Vierde Miss Europa 1969; Tweede Miss Universe 1969        |
| 1969 | Tone Knaran                   | Noorwegen  | Top 15 Miss Universe 1968; Vijfde Miss Europa 1968        |
| 1968 | Eva Englander                 | Zweden     | Top 15 Miss Universe 1967                                 |
| 1967 | Satu Charlotta Östring        | Finland    | Tweede Miss Universe 1966; Tweede Miss International 1969 |
| 1966 | Elsa Brun                     | Noorwegen  |                                                           |
| 1965 | Birgitta Elisabeth Alverljung | Zweden     | Top 15 Miss International 1964                            |
| 1964 | Thelma Ingvarsdóttir          | IJsland    |                                                           |
| 1963 | Kaarina Marita Leskinen       | Finland    | Derde Miss Europa 1962; Tweede Miss World 1962            |
| 1962 |                               |            |                                                           |
| 1961 | Rigmor Trengereid             | Noorwegen  |                                                           |